# 雙雙入叢林
雙雙入叢林（英語：Two in the bush）是自然學家傑洛德·杜瑞爾與英國廣播公司於1963年合作拍攝的一套電視作品，由此內容亦出版了一本同名的書籍。在此以前杜瑞爾已經出版了數本有關自然環境及生物探索的作品，但這一次，杜瑞爾連同英國廣播公司的攝製隊員深入紐西蘭、澳洲及馬來西亞等地達六個月時間，以第一身的形式描述當地的自然生態環境。

## 目錄

### 第一部份 長長白雲的故鄉
- 第一章 間歇泉、威卡與卡卡
- 第二章 三眼蜥
- 第三章 消失了的鳥

### 第二部份 世界的閣樓
- 第四章 琴鳥與袋松鼠
- 第五章 一樹熊
- 第六章 往生命攀登

### 第三部份 消失中的叢林
- 第七章 樹上的歌手
- 第八章 巨人的育嬰房

## 外部連結
- 雙雙入叢林書籍介紹
- 雙雙入叢林電視節目介紹